# Rolf Boysen
Rolf Boysen (31 de marzo de 1920 – 16 de mayo de 2014) fue un actor alemán.

## Biografía
Nacido en Flensburgo, Alemania, Boysen finalizó sus estudios secundarios en 1939, fecha en la que se graduó (Abitur). Completó después un aprendizaje comercial en Hamburgo, y hubo de servir como soldado en la Segunda Guerra Mundial. Finalizada la contienda, tomó lecciones de actuación y obtuvo su primer compromiso como actor en 1948 en el Stadttheater de Dortmund, actuando posteriormente en teatros de Kiel, Hannover y Bochum, llegando entre 1957 y 1968 a trabajar en el Teatro de Cámara de Múnich. Bajo la dirección de Fritz Kortner, en 1962 interpretó el papel titular de Otelo, de William Shakespeare, y en 1970 representó Clavijo, de Johann Wolfgang von Goethe, actuando junto a Thomas Holtzmann. Otra de sus obras bajo dirección de Kortner fue La señorita Julia, de August Strindberg. Dirigido por Erwin Piscator fue el Duque de Alba en Don Carlos, de Friedrich Schiller. A partir de 1968 Boysen actuó en el Deutsches Schauspielhaus de Hamburgo, donde permaneció hasta 1978, regresando entonces al Teatro de Cámara de Múnich. Aparte de todo ello, Boysen hizo actuaciones especiales en la década de 1970 en Berlín, Viena y Düsseldorf.
Dieter Dorn, que había trabajado con el actor en Berlín en la pieza Die Jagdgesellschaft, de Thomas Bernhard, llegó como director al Teatro de Cámara de Múnich, colaborando ambos hasta el traslado de Dorn en 2001 al Bayerischen Staatsschauspiel. Fue legendaria su actuación como El rey Lear bajo la dirección de Dorn. También con Dorn fue Ulises en Troilo y Crésida, actuando acompañado de Peter Lühr y Sunnyi Melles. Otros de sus directores fueron Fritz Marquardt, que llevó a escena Nathan el Sabio (de Gotthold Ephraim Lessing), y Thomas Langhoff , que representó Tío Vania, de Antón Chéjov.
En el Bayerischen Staatsschauspiel, con más de 80 años, Boysen interpretó un conmovedor Shylock en El mercader de Venecia. Durante su tiempo en el Residenztheater de Múnich fue Karl en la obra de Thomas Bernhard Der Schein trügt y Dioniso en Las bacantes, de Eurípides. Su última actuación teatral llegó en julio de con la lectura de El viyi, de Nikolái Gógol, dentro de la serie Nachtseiten llevada a cabo por el Residenztheater.
Boysen fue también un habitual actor cinematográfico y televisivo, con telefilmes como Ein Dorf ohne Männer (1969, con Peter Weck y Ernst Waldbrunn), y actuaciones en episodios de series televisivas como Derrick. Entre sus actuaciones más destacadas en la pequeña pantalla figuran la serie Wallenstein (1978, con dirección de Franz Peter Wirth), así como su papel de Duque de Alba en el telefilm de 1984 Egmont. En 1966 recibió el premio Verleihung der Goldenen Kamera. 

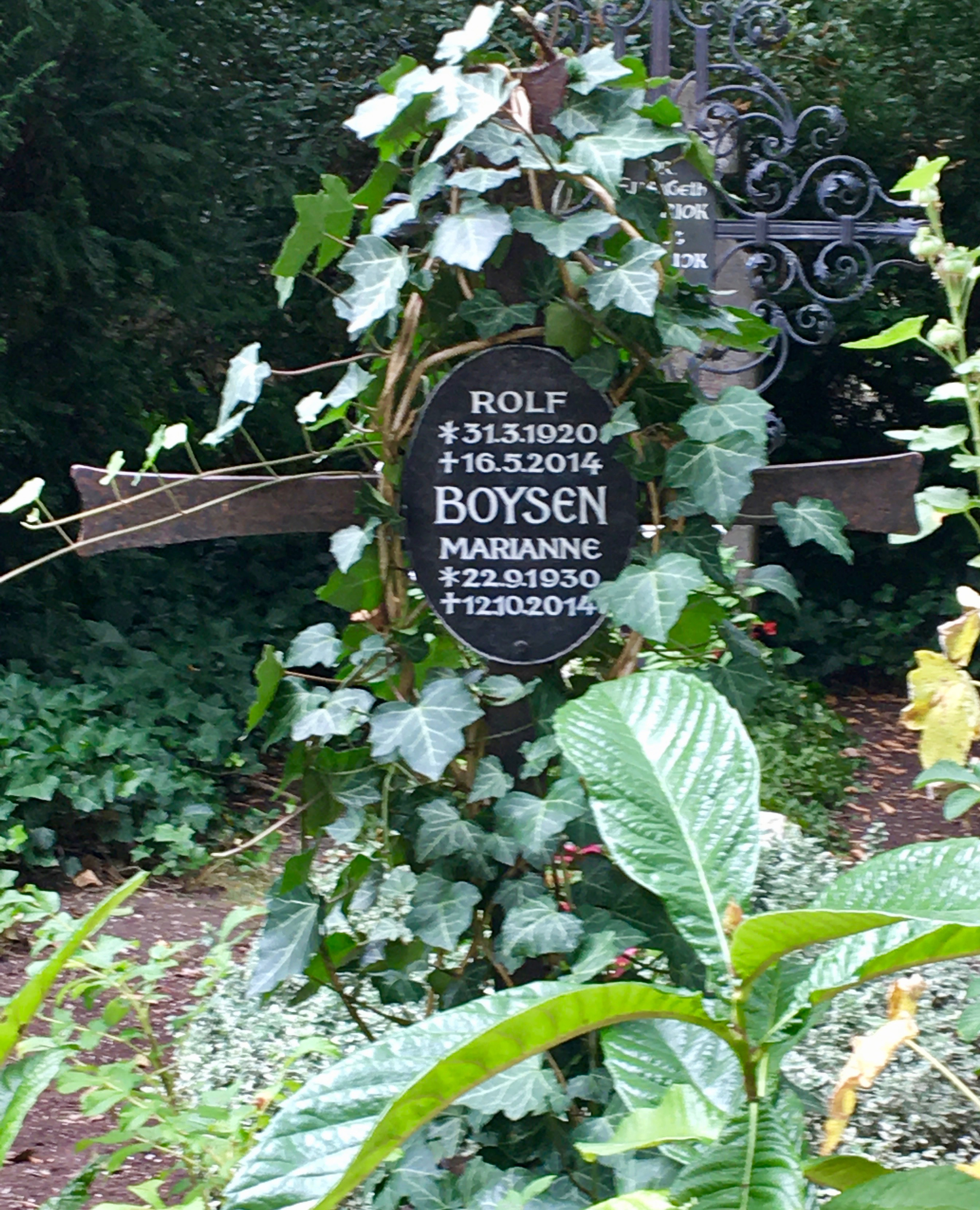
Tumba de Rolf Boysen en el Cementerio Bogenhausen, en Múnich

Además, Boysen fue actor de voz, doblando a actores como Bela Lugosi, Pierre Mondy, Leonard Nimoy, Eli Wallach y Peter Jones.
Rolf Boysen falleció en 2014 en Múnich, a los 94 años de edad. Fue enterrado en el Cementerio Bogenhausen, en Múnich. Tuvo una hija y dos hijos: el actor Markus Boysen y el director y escenógrafo Peer Boysen.

## Premios
- 1998 : Orden Bávara de Maximiliano para las ciencias y las artes
- 1998 : Premio Teatral de Baviera
- 1999 : Premio Cultural de la ciudad de Múnich
- 2003 : Premio de la crítica (Deutscher Kritikerpreis), junto a Thomas Holtzmann
- 2009 : Orden del Mérito de la República Federal de Alemania

## Filmografía (selección)
- 1958 : Der kaukasische Kreidekreis (telefilm)
- 1960 : Hamlet, Prinz von Dänemark (telefilm)
- 1962 : Bekenntnisse eines möblierten Herrn
- 1965 : Requiem für eine Nonne (telefilm)
- 1965 : Das Landhaus (telefilm)
- 1966 : Pontius Pilatus (telefilm)
- 1966 : Das Missverständnis (telefilm)
- 1966 : Portrait eines Helden (telefilm)
- 1966 : Der Mann, der sich Abel nannte (telefilm)
- 1967 : Michael Kohlhaas (miniserie TV)
- 1967 : Liebesnächte in der Taiga
- 1968 : Odissea (miniserie TV)
- 1969 : Zehn kleine Negerlein (telefilm)
- 1969 : Das Trauerspiel von Julius Caesar (telefilm)
- 1969 : Ein Dorf ohne Männer (telefilm)
- 1969 : Serjeant Musgrave’s Dance (telefilm)
- 1971 : Der Zeuge (telefilm)
- 1972 : Der Illegale (miniserie TV)
- 1973 : Du stirbst nicht allein – Ein deutscher Kriegspfarrer in Paris (telefilm)
- 1974 : Als Mutter streikte
- 1978 : Wallenstein (miniserie TV)
- 1979 : Die wunderbaren Jahre
- 1979 : Die Buddenbrooks (serie TV)
- 1981 : Derrick (serie TV), episodioProzente
- 1983 : Die Krimistunde (serie TV), episodio "Der vergessene Hund"
- 1988 : Ein Sohn aus gutem Hause
- 1990 : Der zerbrochene Krug (telefilm)
- 1992 : König Lear (telefilm)
- 1997 : Prinz Friedrich von Homburg (telefilm)
- 2001 : Johann Wolfgang von Goethe: Faust I (telefilm)
- 2001 : Johann Wolfgang von Goethe: Faust II (telefilm)
- 2003 : Die lange Bibel-Nacht (telefilm)
- 2004 : Der Kaufmann von Venedig (telefilm)

## Audiolibros, radio (selección)
- 1959 : Alfred Andersch: Der Tod des James Dean, dirección de Friedhelm Ortmann (Radio – SWF/HR/RB)
- Douglas Adams: Guía del autoestopista galáctico, dirección de Ernst Wendt, BR/SWF/WDR 1981. Versión abreviada: Per Anhalter durch die Galaxis. der Hörverlag, Múnich, 1997/2005
- Isaak Babel: Budjonnys Reiterarmee und andere Geschichten. Leído por Peter Lieck, Wolfgang Engels, Klaus Nägelen y Rolf Boysen. mOcean OTonVerlag, Múnich 2007
- Rolf Boysen: Nachdenken über Theater. 2 Audio-CDs. der Hörverlag, Múnich 1998
- Dante Alighieri: Divina comedia. 6 Audio-CDs/MP3. der Hörverlag, Múnich 2009
- Umberto Eco: El nombre de la rosa. Radio, dirección de Otto Düben. 6 Audio-CDs. Leído por Rolf Boysen, Ernst Jacobi y Markus Boysen. Adaptación de la obra radiofónica de Richard Hey. BR/SWR/NDR 1986, 6 CDs. Der Hörverlag, Múnich 2005
- Wolfram von Eschenbach: Parzival. Lectura abreviada. 7 Audio-CDs. der Hörverlag, Múnich 2010
- Ernest Hemingway: El viejo y el mar. Lectura íntegra. 3 CDs. Litraton, Hamburgo 1998
- Homero: Odisea. Ilíada. Lectura abreviada, por Rolf Boysen y Thomas Holtzmann. Adaptación de Laura Olivi. 2 MP3-CDs/MP3. der Hörverlag, Múnich 2011
- Heinrich von Kleist: Michael Kohlhaas. 3 Cassettes. Deutsche Grammophon/Universal Music, Berlín 1992
- Heinrich von Kleist: Novellen. Rolf Boysen liest Die Marquise von O...., Michael Kohlhaas und viele weitere Erzählungen und Anekdoten. 15 Audio-CDs. der Hörverlag, Múnich 2011
- Ovidio: Las metamorfosis. Lectura abreviada, dirección de Laura Olivi. 6 Audio-CDs/MP3. der Hörverlag, Múnich 2007
- Herman Melville: Moby-Dick. Traducción de Richard Mummendey. Dirección de Klaus Stieringer. Producción de NDR. 10 CDs. Deutsche Grammophon Literatur/Universal Music, Berlín 2007
- Cantar de los nibelungos. Lectura abreviada. 10 Audio-CDs/MP3. der Hörverlag, Múnich 2008
- Georges Simenon: Maigret und die Bohnenstange / Maigret und seine Skrupel / Maigret und der gelbe Hund. Adaptación de Gert Westphal, dirección de Heinz-Günter Stamm, BR 1961. Der Audio Verlag, Berlín 2005
- Godofredo de Estrasburgo: Tristán e Isolda. Lectura abreviada. 6 Audio-CDs/MP3. der Hörverlag, Múnich 2010
- Virgilio: Eneida. Lectura abreviada. 6 Audio-CDs/MP3. der Hörverlag, Múnich 2006